# Ahmose-Sipair
Ahmose-Sipair – książę egipski z XVII dynastii, prawdopodobnie syn faraona Sekenenre Tao i brat Ahmose I i Ahmes-Nefertari. Szczególnym jest fakt, że na kilku monumentach z okresu XVIII dynastii pojawiają się przedstawienia tego księcia, co było rzadkością. Zmarł młodo, w wieku 5-6 lat. Jego mumia została odnaleziona w Deir el-Bahari w 1881 roku.